# Выборы в Сенат США во Флориде (2022)
Выборы в Сенат США во Флориде состоялись 8 ноября 2022 года. Победитель представит штат в верхней палате Конгресса США. Действующий сенатор-республиканец Марко Рубио заявил о переизбираться.
Внутрипартийные выборы во Флориде состоялись 23 августа. По результатам всеобщих выборов Рубио был переизбран на третий срок.

## Праймериз Республиканской партии

### Кандидаты

#### Номинант
- Марко Рубио — действующий сенатор США от штата Флорида (с 2011 года)[2]

#### Не квалифицировались
- Кевин Депьюи — бывший сержант корпуса морской пехоты США[4]
- Говард Кнеппер — бизнесмен[5] (баллотируется как вписанный кандидат)
- Джейк Лубриел — солдат Национальной гвардии Флориды[англ.][6]
- Эрван Катари Миллер — вечный кандидат[7]
- Граф Годикс IV — капитан морского судна[8]

#### Снявшиеся с выборов
- Кэлвин Дриггерс — бизнесмен[9][10]
- Луис Мигель — писатель, активист[11]
- Анджела Уоллс-Виндхаузер — вечный кандидат[12]

#### Отказавшиеся от выдвижения
- Пэм Бонди — бывший генеральный прокурор Флориды[англ.][13]
- Мэтт Гетц — член Палаты представителей от 1–го (с 2017 года) и 4–го округа Флориды (2010—2016)[14][15]
- Брайан Маст[англ.] — член Палаты представителей от 18–го округа Флориды (с 2017 года)[14]
- Роджер Стоун — политический консультант[16][17]
- Дональд Трамп — 45-й президент США[18] (поддержал Рубио)[19]
- Иванка Трамп — старший советник президента США[англ.] (2017—2021)[20][21]
- Майкл Уолтц — член Палаты представителей от 6–го округа Флориды (с 2019 года) (переизбирается)[22]

## Праймериз Демократической партии

### Кандидаты

#### Номинант
- Вэл Демингс — член Палаты представителей от 10–го округа Флориды (с 2017 года), начальник полицейского управления города Орландо (2007—2011)[23]

#### Участники праймериз
- Брайан Раш — бывший член меньшинства в Палате представителей Флориды[англ.][24]
- Уильям Санчес[англ.] — адвокат по делам иммиграции, бывший специальный советник[англ.] Министерства юстиции США[25]
- Рикардо де ла Фуэнте — вечный кандидат, сын Роки де ла Фуэнте[24]

- Уильям Санчес[англ.]

#### Не квалифицировались
- Эдвард Абуд — бизнесмен[26]
- Джошуа Вейл — учитель[27]
- Жозу Лароз[англ.] — вечный кандидат[28]
- Коулман Уотсон — федеральный прокурор[29][30]
- Эл Фокс — президент Объединения за ответственную политику Кубы[31]
- Дана Харшман — фармацевт[32]
- Аллен Эллисон — политический консультант, кандидат в Палату Представителей от 17-го округа Флориды (2018, 2020)[33]

#### Снявшиеся с выборов
- Алан Грейсон[англ.] — член Палаты представителей от 9–го (2013—2017) и 8–го округа Флориды (2009—2011), кандидат в Сенат США (2016)[34]
- Илья Кац — профессор Чикагского университета Лойолы[англ.][35]
- Аллек Пастрана — инженер[36]
- Кен Рассел — комиссар города Майами (кандидат в Палату представителей)[37][38]

#### Отказавшиеся от выдвижения
- Арамис Айала[англ.] — прокурор в девятом окружном суде Флориды (2017—2021)[39] (баллотируется на пост генерального прокурора штата)[40]
- Гвен Грэм[англ.] — помощник министра образования по законодательству и делам Конгресса (с 2021 года), член Палаты представителей от 2–го округа Флориды (2015—2017), кандидат на пост губернатора (2018)[41]
- Тед Дойч[англ.] — член Палаты представителей от 22–го (с 2017), 21-го (2013—2017) и 19-го округа Флориды (2010—2013)[42][43][44]
- Чарли Крист — член Палаты представителей от 13–го округа Флориды (с 2017 года), 44-й губернатор Флориды (2007—2011), 35-й генеральный прокурор штата[англ.] (2003—2007), кандидат в Сенат США (2010) и на пост губернатора Флориды (2014) (баллотируется на пост губернатора)[45]
- Стефани Мёрфи — член Палаты представителей от 7–го округа Флориды (с 2017 года)[46][47]
- Дебби Мукарсел-Пауэлл[англ.] — член Палаты представителей от 26–го округа Флориды (2019—2021)[48]
- Никки Фрид[англ.] — комиссар по сельскому хозяйству Флориды[англ.][41] (кандидат в губернаторы)[49]
- Анна Эскамани[англ.] — член Палаты представителей Флориды[англ.] (с 2018 года)[50][51]

### Опросы
| Источник опроса             | Период проведения | Размер выборки | Уровень погрешности | Рикардо де ла Фуэнте | Вэл Демингс | Брайан Раш | Уильям Санчес | Другие/ Неопределившиеся |
| --------------------------- | ----------------- | -------------- | ------------------- | -------------------- | ----------- | ---------- | ------------- | ------------------------ |
| University of North Florida | 8–12 августа 2022 | 529 (ПИ)       | ±6,0%               | 2%                   | 80%         | 4%         | 4%            | 10%                      |

### Результаты
| Кандидат | Кандидат             | Партия          | Голосов   | %     |
| -------- | -------------------- | --------------- | --------- | ----- |
|          | Вэл Демингс          | Демократическая | 1 263 706 | 84,29 |
|          | Брайан Раш           | Демократическая | 94 185    | 6,28  |
|          | Уильям Санчес        | Демократическая | 84 576    | 5,64  |
|          | Рикардо де ла Фуэнте | Демократическая | 56 749    | 3,79  |
| Всего    | Всего                | Всего           | 1 499 216 | 100   |

## Независимые и кандидаты от третьих партий

### Либертарианская партия

#### Квалифицировались
- Деннис Мисигой — бывший председатель наблюдательного совета региона Блэк-Пойнт[53]

### Партия единства

#### Кандидаты, не подавшие документы
- Шантель Беннетт — финансовый советник, кандидат на пост мэра Орландо (2019)[54]

### Независимые кандидаты

#### Заявившие о выдвижении
- Стивен Грант[англ.] — мэр города Бойнтон-Бич (с 2016 года)[55]
- Куок Туан Нгуен — профессор технологического института Флориды[англ.][56]

#### Не квалифицировались
- Карлос Барберена — консультант по цифровому маркетингу[57]

#### Кандидаты, не подавшие документы
- Грейс Гранда — бизнес-консультант[58]

#### Снявшиеся с выборов
- Джейсон Холик — бизнесмен[59]

#### Отказавшиеся от выдвижения
- Дэвид Джелли[англ.] — председатель движения «Служим Америке»[англ.], член Палаты представителей от 13–го округа Флориды (2014—2017)[60]
- Джон Морган[англ.] — адвокат[42]
- Джо Скарборо[англ.] — ведущий MSNBC, член Палаты представителей от 1–го округа Флориды (1995—2001)[61]

### Вписанные кандидаты

#### Заявившие о выдвижении
- Эдвард Грей
- Говард Кнеппер — бизнесмен и постоянный кандидат
- Мозес Куайлс — специалист по безопасности
- Улома Ума Экспете

- Стивен Грант[англ.]
- Деннис Мисигой
- Говард Кнеппер

## Всеобщие выборы

### Предвыборная статистика
Обозначения:
- Р — равенство
- НП — небольшое преимущество
- ДП — достаточное преимущество
- СП — существенное, но преодолимое преимущество
- ОП — огромное преимущество

| Источник                  | Рейтинг | По состоянию на: |
| ------------------------- | ------- | ---------------- |
| The Cook Political Report | ДП (Р)  | 22 сентября 2022 |
| Inside Elections          | СП (Р)  | 23 сентября 2022 |
| Sabato's Crystal Ball     | СП (Р)  | 31 августа 2022  |
| Politico                  | ДП (Р)  | 5 сентября 2022  |
| RealClearPolitics         | ДП (Р)  | 20 сентября 2022 |
| Fox News                  | ДП (Р)  | 20 сентября 2022 |
| DDHQ                      | СП (Р)  | 12 сентября 2022 |
| 538                       | СП (Р)  | 22 сентября 2022 |
| The Economist             | ДП (Р)  | 15 сентября 2022 |

### Дебаты
| N.                                                                                         | Дата                                                                                       | Организатор                                                                                | Модератор                                                                                  | Ссылка                                                                                     | Участники | Участники |
| У Участвовал A Отсутствовал Н Не приглашённый П Приглашённый С Снялся O Не вступил в гонку | У Участвовал A Отсутствовал Н Не приглашённый П Приглашённый С Снялся O Не вступил в гонку | У Участвовал A Отсутствовал Н Не приглашённый П Приглашённый С Снялся O Не вступил в гонку | У Участвовал A Отсутствовал Н Не приглашённый П Приглашённый С Снялся O Не вступил в гонку | У Участвовал A Отсутствовал Н Не приглашённый П Приглашённый С Снялся O Не вступил в гонку |           |           |
| У Участвовал A Отсутствовал Н Не приглашённый П Приглашённый С Снялся O Не вступил в гонку | У Участвовал A Отсутствовал Н Не приглашённый П Приглашённый С Снялся O Не вступил в гонку | У Участвовал A Отсутствовал Н Не приглашённый П Приглашённый С Снялся O Не вступил в гонку | У Участвовал A Отсутствовал Н Не приглашённый П Приглашённый С Снялся O Не вступил в гонку | У Участвовал A Отсутствовал Н Не приглашённый П Приглашённый С Снялся O Не вступил в гонку | Рубио     | Демингс   |
| ------------------------------------------------------------------------------------------ | ------------------------------------------------------------------------------------------ | ------------------------------------------------------------------------------------------ | ------------------------------------------------------------------------------------------ | ------------------------------------------------------------------------------------------ | --------- | --------- |
| 1                                                                                          | 18 октября 2022                                                                            | Государственный колледж Палм-Бич                                                           | Тодд Макдермотт                                                                            | YouTube                                                                                    | У         | У         |

### Опросы
Агрегированный источник
| Источник            | Период                      | По состоянию на  | Марко Рубио (Р) | Вэл Демингс (Д) | Другие | Преимущество |
| ------------------- | --------------------------- | ---------------- | --------------- | --------------- | ------ | ------------ |
| Real Clear Politics | 12 октября – 1 ноября 2022  | 5 ноября 2022    | 51,0%           | 43,5%           | 5,5%   | Рубио +7,5   |
| FiveThirtyEight     | 18 сентября — 4 ноября 2022 | 5 ноября 2022    | 50,9%           | 43,3%           | 5,8%   | Рубио +7,6   |
| 270towin            | 2—4 ноября 2022             | 5 ноября 2022    | 50,6%           | 43,6%           | 5,8%   | Рубио +7,0   |
| Среднее значение    | Среднее значение            | Среднее значение | 50,8%           | 43,5%           | 5,7%   | Рубио +7,3   |

Графическое представление
| Источник опроса                       | Период проведения            | Размер выборки | Уровень погрешности | Марко Рубио (Р) | Вэл Демингс (Д) | Другие | НИ  |
| ------------------------------------- | ---------------------------- | -------------- | ------------------- | --------------- | --------------- | ------ | --- |
| Research Co.                          | 4–6 ноября 2022              | 450 (ПИ)       | ±4,6%               | 52%             | 42%             | 2%     | 4%  |
| Amber Integrated (R)                  | 1–2 ноября 2022              | 600 (ПИ)       | ±4,0%               | 49%             | 40%             | 4%     | 7%  |
| Civiqs                                | 29 октября – 2 ноября 2022   | 772 (ПИ)       | ±3,9%               | 52%             | 45%             | 2%     | 1%  |
| InsiderAdvantage (R)                  | 1 ноября 2022                | 550 (ПИ)       | ±4,2%               | 51%             | 45%             | 1%     | 3%  |
| Victory Insights                      | 30 октября – 1 ноября 2022   | 500 (ПИ)       | ±4,8%               | 50%             | 46%             | –      | 5%  |
| University of North Florida           | 17–24 октября 2022           | 622 (ПИ)       | ±4,7%               | 54%             | 43%             | <1%    | 3%  |
| Data for Progress (D)                 | 19–23 октября 2022           | 1251 (ПИ)      | ±3,0%               | 51%             | 44%             | 2%     | 2%  |
| Florida Atlantic University           | 12–16 октября 2022           | 719 (ПИ)       | ±3,7%               | 48%             | 42%             | 3%     | 7%  |
| RMG Research (R)                      | 10–13 октября 2022           | 685 (ПИ)       | ±3,7%               | 50%             | 45%             | –      | 5%  |
| Mason-Dixon Polling & Strategy        | 26–28 сентября 2022          | 800 (ПИ)       | ±3,5%               | 47%             | 41%             | 2%     | 10% |
| Siena College                         | 18–25 сентября 2022          | 669 (ПИ)       | ±4,5%               | 48%             | 41%             | 2%     | 9%  |
| Civiqs                                | 17–20 сентября 2022          | 617 (ПИ)       | ±4,5%               | 49%             | 47%             | 3%     | 2%  |
| Suffolk University                    | 15–18 сентября 2022          | 500 (ПИ)       | ±4,4%               | 45%             | 41%             | 4%     | 9%  |
| Sachs Media                           | 10 сентября 2022             | 600 (ПИ)       | –                   | 49%             | 46%             | –      | 5%  |
| Kurt Jetta (D)                        | 9–10 сентября 2022           | 999 (ЗИ)       | ±3,0%               | 48%             | 40%             | –      | 12% |
| Kurt Jetta (D)                        | 9–10 сентября 2022           | 563 (ПИ)       | ±3,0%               | 50%             | 45%             | –      | 5%  |
| Echelon Insights                      | 31 августа – 7 сентября 2022 | 815 (ЗИ)       | ±4,3%               | 50%             | 41%             | –      | 9%  |
| InsiderAdvantage (R)                  | 5–6 сентября 2022            | 550 (ПИ)       | ±4,2%               | 46%             | 44%             | –      | 10% |
| Susquehanna Polling and Research (R)  | 29 августа – 4 сентября 2022 | 500 (ПИ)       | ± 4,3%              | 47%             | 44%             | –      | 9%  |
| Fabrizio Ward (R)/Impact Research (D) | 24–31 августа 2022           | 500 (ПИ)       | ± 4,4%              | 49%             | 47%             | –      | 4%  |
| Clarity Campaign Labs (D)             | 25–30 августа 2022           | 3017 (ПИ)      | ±1,8%               | 46%             | 45%             | –      | 9%  |
| Impact Research (D)                   | 12–18 августа 2022           | 800 (ПИ)       | ±3,5%               | 49%             | 46%             | –      | 5%  |
| Kurt Jetta (D)                        | 12–14 августа 2022           | 996 (ЗИ)       | ±3,1%               | 46%             | 39%             | –      | 14% |
| Kurt Jetta (D)                        | 12–14 августа 2022           | 610 (ПИ)       | ±4,0%               | 52%             | 41%             | –      | 7%  |
| University of North Florida           | 8–12 августа 2022            | 1624 (ЗИ)      | ±3,4%               | 44%             | 48%             | 7%     | 2%  |
| Change Research (D)                   | 2–5 августа 2022             | 1031 (ПИ)      | ±3,1%               | 46%             | 46%             | –      | 7%  |
| Clarity Campaign Labs (D)             | 26–31 июля 2022              | 2244 (ПИ)      | ±2,1%               | 45%             | 45%             | –      | 10% |
| Momentive (D)                         | 9 июля 2022                  | 906 (В)        | ±3,3%               | 46%             | 38%             | –      | 16% |
| Momentive (D)                         | 9 июля 2022                  | 732 (ЗИ)       | ±3,6%               | 45%             | 40%             | –      | 16% |
| Momentive (D)                         | 9 июля 2022                  | – (ПИ)         | –                   | 50%             | 42%             | –      | 8%  |
| Public Policy Polling (D)             | 26–27 мая 2022               | 655 (Н)        | ±3,8%               | 47%             | 41%             | –      | 12% |
| Phillips Academy                      | 7–9 мая 2022                 | 543 (ЗИ)       | ±4,2%               | 34%             | 36%             | –      | 30% |
| Moore Information Group (R)           | 14–19 марта 2022             | 600 (ПИ)       | ±4,0%               | 47%             | 32%             | 8%     | 12% |
| Saint Leo University                  | 28 февраля – 12 марта 2022   | 500 (ПИ)       | ±4,5%               | 45%             | 27%             | –      | 28% |
| University of North Florida           | 7–20 февраля 2022            | 685 (ЗИ)       | ±3,7%               | 46%             | 34%             | –      | 20% |
| Mason-Dixon                           | 7–10 февраля 2022            | 625 (ЗИ)       | ±4,0%               | 49%             | 42%             | –      | 9%  |
| Suffolk University                    | 26–29 января 2022            | 500 (ПИ)       | ±4,4%               | 49%             | 41%             | 0%     | 10% |
| St. Pete Polls                        | 18–19 ноября 2021            | 2896 (ПИ)      | ±1,8%               | 51%             | 44%             | –      | 5%  |
| Redfield & Wilton Strategies          | 9 ноября 2021                | 867 (ЗИ)       | ±3,3%               | 45%             | 33%             | 3%     | 12% |
| Redfield & Wilton Strategies          | 9 ноября 2021                | 842 (ПИ)       | ±3,4%               | 48%             | 36%             | 3%     | 10% |
| Saint Leo University                  | 17–23 октября 2021           | 500 (В)        | ±4,5%               | 47%             | 29%             | –      | 25% |
| VCreek/AMG (R)                        | 23–27 сентября 2021          | 405 (ПИ)       | ±4,9%               | 42%             | 38%             | 5%     | 15% |
| Redfield & Wilton Strategies          | 20–24 августа 2021           | 1000 (ЗИ)      | ±3,1%               | 46%             | 34%             | 3%     | 11% |
| Redfield & Wilton Strategies          | 20–24 августа 2021           | 977 (ПИ)       | ±3,1%               | 48%             | 37%             | 3%     | 10% |
| Political Matrix/Listener Group (R)   | 14–18 августа 2021           | 1000 (ПИ)      | ±3,1%               | 55%             | 45%             | –      | –   |
| St. Pete Polls                        | 16–17 августа 2021           | 2068 (ЗИ)      | ±2,2%               | 48%             | 46%             | –      | 6%  |
| Change Research (D)                   | 14–17 августа 2021           | 1585 (ПИ)      | ±2,5%               | 47%             | 44%             | –      | 9%  |
| Susquehanna Polling & Research (R)    | 4–10 августа 2021            | 700 (ЗИ)       | ±3,7%               | 50%             | 39%             | 1%     | 9%  |
| Political Matrix/Listener Group (R)   | 27 июня 2021                 | 681 (ПИ)       | ±3,9%               | 60%             | 40%             | –      | –   |

Марко Рубио vs. Арамис Айала
| Источник опроса           | Период проведения      | Размер выборки | Уровень погрешности | Марко Рубио (Р) | Арамис Айала (Д) | Другие/ Неопределившиеся |
| ------------------------- | ---------------------- | -------------- | ------------------- | --------------- | ---------------- | ------------------------ |
| Cherry Communications (R) | 30 апреля – 8 мая 2021 | 602 (ПИ)       | ±4,0%               | 52%             | 39%              | –                        |

Марко Рубио vs. Алан Грейсон
| Источник опроса              | Период проведения   | Размер выборки | Уровень погрешности | Марко Рубио (Р) | Алан Грейсон (Д) | Другие | НИ  |
| ---------------------------- | ------------------- | -------------- | ------------------- | --------------- | ---------------- | ------ | --- |
| Redfield & Wilton Strategies | 9 ноября 2021       | 867 (ЗИ)       | ±3,3%               | 43%             | 34%              | 4%     | 12% |
| Redfield & Wilton Strategies | 9 ноября 2021       | 842 (ПИ)       | ±3,4%               | 46%             | 37%              | 4%     | 10% |
| VCreek/AMG (R)               | 23–27 сентября 2021 | 405 (ПИ)       | ±4,9%               | 44%             | 32%              | 10%    | 14% |
| Redfield & Wilton Strategies | 20–24 августа 2021  | 1000 (ЗИ)      | ±3,1%               | 46%             | 33%              | 4%     | 12% |
| Redfield & Wilton Strategies | 20–24 августа 2021  | 977 (ПИ)       | ±3,1%               | 48%             | 36%              | 4%     | 11% |

Марко Рубио vs. Стефани Мёрфи
| Источник опроса           | Период проведения      | Размер выборки | Уровень погрешности | Марко Рубио (Р) | Стефани Мёрфи (Д) | Другие/ Неопределившиеся |
| ------------------------- | ---------------------- | -------------- | ------------------- | --------------- | ----------------- | ------------------------ |
| Cherry Communications (R) | 30 апреля – 8 мая 2021 | 602 (ПИ)       | ±4,0%               | 51%             | 41%               | –                        |

Марко Рубио vs. представитель Демократической партии
| Источник опроса       | Период проведения   | Размер выборки | Уровень погрешности | Марко Рубио (Р) | ПДП | Другие/ Неопределившиеся |
| --------------------- | ------------------- | -------------- | ------------------- | --------------- | --- | ------------------------ |
| Mason-Dixon           | 24–28 февраля 2021  | 625 (ЗИ)       | ±4,0%               | 46%             | 40% | 14%                      |
| Data for Progress (D) | 15–22 сентября 2020 | 620 (ПИ)       | ±3,9%               | 42%             | 43% | 15%                      |

### Результаты
| Кандидат | Кандидат              | Партия               | Голосов   | %     |
| -------- | --------------------- | -------------------- | --------- | ----- |
|          | Марко Рубио (действ.) | Республиканская      | 4 474 847 | 57,68 |
|          | Вэл Демингс           | Демократическая      | 3 201 522 | 41,27 |
|          | Деннис Мисигой        | Либертарианская      | 32 177    | 0,41  |
|          | Стивен Грант          | Независимый кандидат | 31 816    | 0,41  |
|          | Куок Туан Нгуен       | Независимый кандидат | 17 385    | 0,22  |
|          | Вписанный кандидат    | Вписанный кандидат   | 267       | 0,00  |
| Всего    | Всего                 | Всего                | 7 758 014 | 100   |